# فانيا هيس
فانيا هيس (بالألمانية: Fanny Angelina Hesse)‏ (و. 1850 – 1934 م) هي أحيائية من ألمانيا، والولايات المتحدة، ولدت في نيويورك، توفيت في درسدن، عن عمر يناهز 84 عاماً.